# 北海道毛蟹
伊氏毛甲蟹，俗稱北海道毛蟹，別名「大栗蟹」。產於西北太平洋沿岸的大型蟹，著名的日本名貴食材。它是毛甲蟹屬（Erimacrus）下的唯一一个种，毛甲蟹屬原屬近圓蟹科，現時與Telmessus獨立出來成為角螯蟹科，之後再升格成為角螯蟹總科。
伊氏毛甲蟹的產量在1950年代最高峰為27,000噸，此後一直下降，到2003年為2,000噸。由於該物種極具商業重要性，政府及相關機構已採取多項計劃來維持可持續的漁業。該物種通常在淺水到的深達350米沙質底棲環境中發現。

## 特徵
最大甲長達到120毫米。 體型短小圓胖，整個身體是淺棕色，覆蓋身體的外殼不是很硬，但是剛毛短而密，因而得名。 殼稍長且呈圓形，在眼睛之間有四個鋸齒狀的棘，殼的側面有七個。 腿很粗，短毛和棘突濃密。 螯比步行足短，並且具有與步行足相同的特徵。

### 分佈
它廣泛分佈在太平洋西北部和從日本茨城縣以北的太平洋沿岸到阿拉斯加沿岸的邊緣水域，棲息於約30-200米深度的沙質泥底。

### 生態
雄蟹每年脱皮一次，䧳蟹2至3年才脱皮一次。牠是肉食性動物，捕食底棲生物，例如多毛類，貝類，其他貝類和小魚。天敵是白令狼魚和北太平洋巨型章魚。雌蟹達到第9齡後生理成熟，在交配後產下30,000至60,000個卵，卵被藏在腹部，像其他螃蟹一樣受到保護。從受精到孵化大約需要一年，並且每13到16個月產卵一次。通常在春季繁殖，但由於生長週期不同，一些個體季節在冬季才開始繁殖。交配和孵化的時間取決於棲息地的海水溫度，但相關研究仍在進行。
雌蟹只在產卵後脱皮，因此生長速度比雄性慢。生育率也很低，因此過度捕撈時不易恢復。

## 應用
在原產地與灰眼雪蟹和堪察加擬石蟹都是重要的漁業資源，主要以漁籠捕獲。
牠們被加工成鹽燒食品，罐頭食品等，用於各種菜餚中。 與灰眼雪蟹和堪察加擬石蟹相比，牠們的體形較小，因此可食部分較少，但具有特別的口感和甜味，其蟹膏醬(蟹味噌)是北海道的代表菜肴。

## 外部連結
- . ITIS.